# Buhlsmühle
Buhlsmühle ist ein Wohnplatz des Marktes Lehrberg im Landkreis Ansbach (Mittelfranken, Bayern). Buhlsmühle liegt in der Gemarkung Lehrberg.

## Geografie
Die Buhlsmühle ist Haus Nr. 3 von Buhlsbach. Sie liegt am Pulverbach, einem linken Zufluss der Fränkischen Rezat. Das Anwesen befindet sich an der Kreisstraße AN 10.

## Geschichte
Der Ort lag im Fraischbezirk des brandenburg-ansbachischen Hofkastenamtes Ansbach. Im Salbuch des Fürstentums Ansbach von 1684 wurde die Mühle erwähnt. Das Hofkastenamt war auch Grundherr der Mühle. Unter der preußischen Verwaltung (1792–1806) des Fürstentums Ansbach erhielt das Anwesen bei der Vergabe der Hausnummern die Nr. 3 des Ortes Buhlsbach. Von 1797 bis 1808 unterstand der Ort dem Justiz- und Kammeramt Ansbach.
Im Rahmen des Gemeindeedikts wurde Buhlsmühle dem 1808 gebildeten Steuerdistrikt Lehrberg und der 1811 gegründeten Ruralgemeinde Lehrberg zugeordnet. Im 19. Jahrhundert gehörten zum Anwesen zahlreiche Parzellen Acker- und Wiesenflächen, die verstreut in der Gemarkung Buhlsbach lagen. In den amtlichen Verzeichnissen nach 1888 wird die Buhlsmühle nicht mehr aufgelistet.

## Einwohnerentwicklung
| Jahr      | 001818 | 001861 | 001871 | 001885 |
| Einwohner | 5      | *      | 6      | 8      |
| Häuser    | 1      |        |        | 1      |
| Quelle    | [ 9 ]  | [ 10 ] | [ 11 ] | [ 12 ] |

## Religion
Der Ort ist seit der Reformation evangelisch-lutherisch geprägt und bis heute nach St. Margaretha (Lehrberg) gepfarrt. Die Einwohner römisch-katholischer Konfession waren zunächst nach St. Ludwig (Ansbach) gepfarrt, seit 1970 ist die Pfarrei Christ König (Ansbach) zuständig.

## Weblink
- Buhlsmühle in der Ortsdatenbank des bavarikon, abgerufen am 19. August 2021.